# Pedras rai

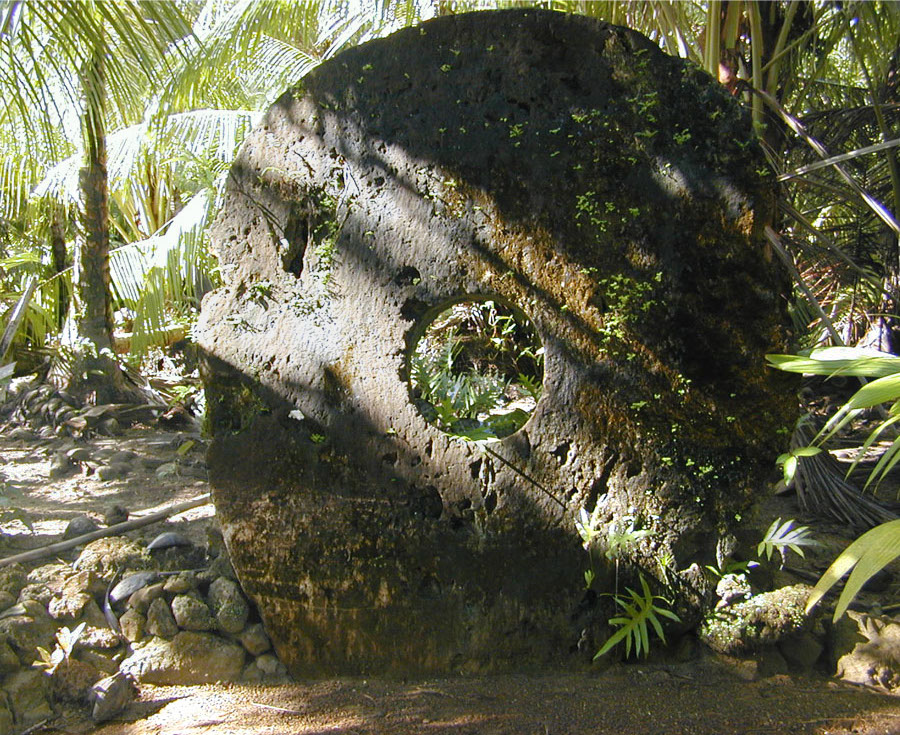
Um grande exemplo (aproximadamente 2,5 metros de altura) do dinheiro de pedra da ilha Yap (rai) na vila de Gachpar.

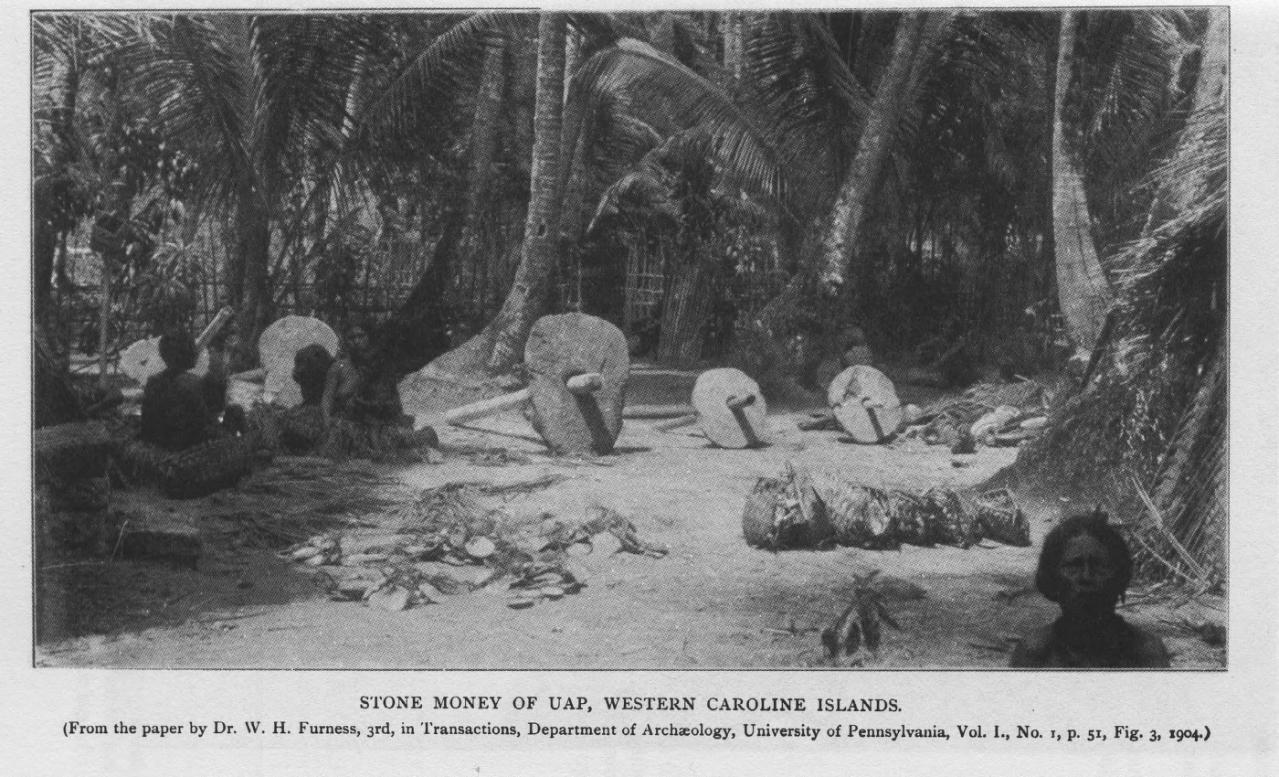
Moedas de pedra, atravessadas por troncos e prontas para o transporte, fotografia de 1903.

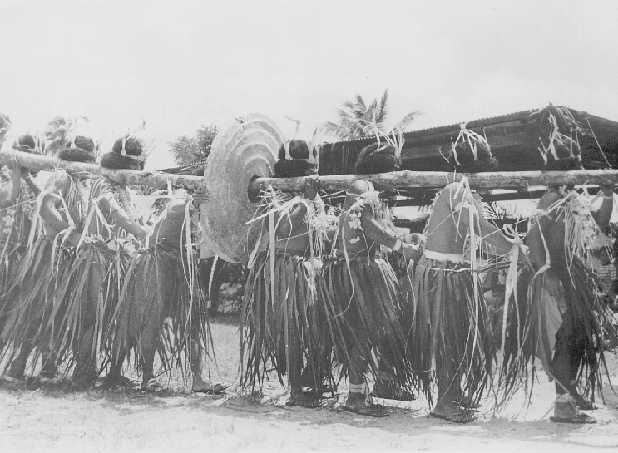
Apresentação do dinheiro de pedra (rai) para a inauguração dos Estados Federados da Micronésia.

As pedras rai são discos de pedra calcária da ilha de Yap, na Micronésia, no Pacífico Ocidental (Oceania), e que são utilizados como moeda pelos habitantes do local. Algumas dessas pedras polidas apresentam dimensões maiores que as de um automóvel e são muito pesadas para mover; esculpidas em épocas anteriores à colonização europeia e transportadas por canoas provindas da ilha de Palau, uma nação insular 400 quilômetros a sudoeste, onde sua matéria-prima fora descoberta. Após as negociações com o povo de Palau, onde estabeleceu-se uma pedreira, foram usadas ferramentas de concha para esculpir tais pedras em forma de disco, denominadas rai e inicialmente usadas como presentes e com o formato de uma baleia. O diâmetro destas pedras pode chegar de 7 centímetros a até os 3.7 metros e são furadas em sua parte central, o que permitiria que fossem atravessadas por estacas grossas e roladas até as canoas de transporte e que mantivessem sua flutuabilidade até sua região de destino. Os chefes da ilha também davam nomes a algumas pedras, geralmente escolhendo seu próprio nome ou de parentes, e confirmavam as pedras como legítimas lhes dando um valor baseado em um sistema monetário ainda mais antigo: o yar (dinheiro em concha de pérola). As pedras poderiam então entrar em circulação e ser compradas por qualquer pessoa.

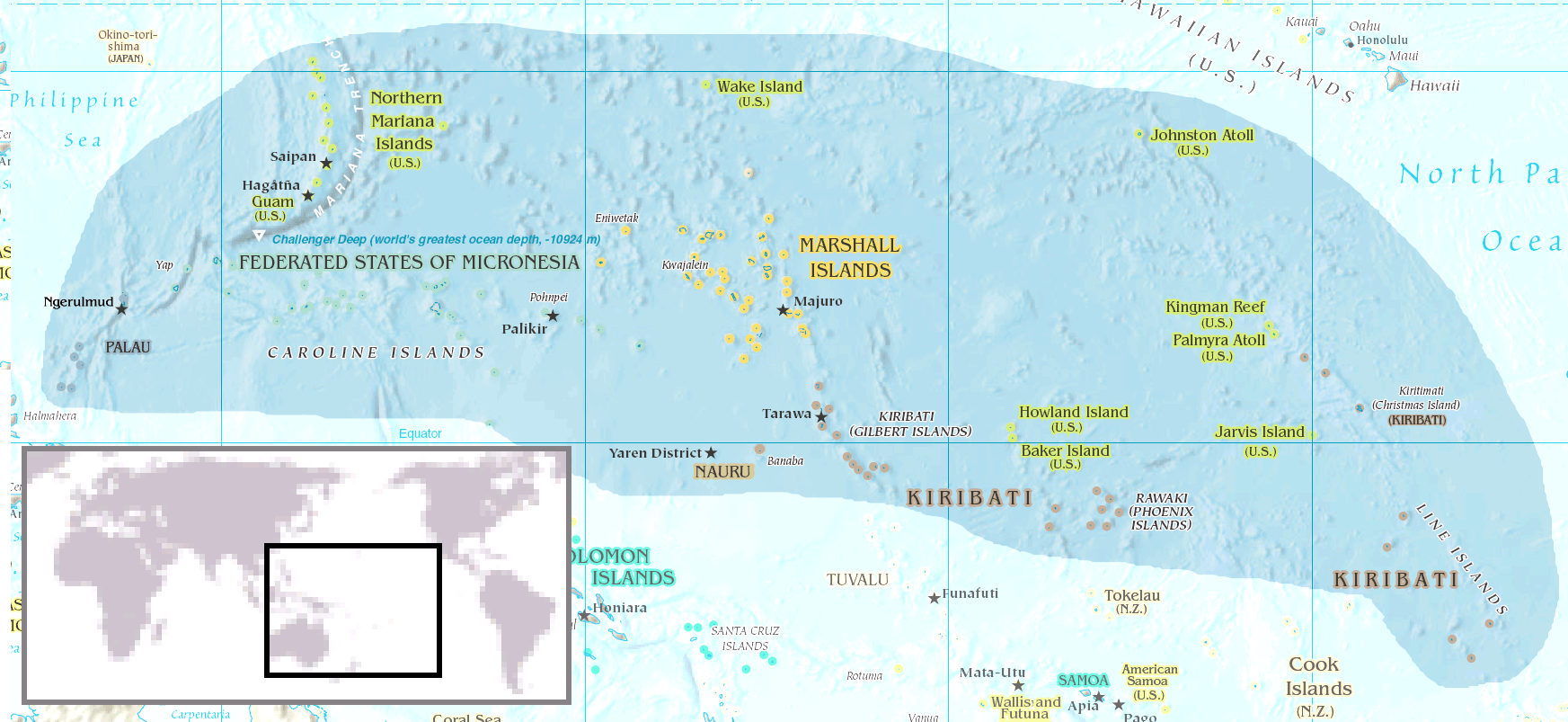
Localização da ilha Yap, no extremo oeste do mapa da Micronésia e a leste do mar das Filipinas, no Pacífico.

As pedras rai tornaram-se uma espécie de moeda, habitualmente trocada em casamentos e como parte de acordos políticos, heranças e ressarcimentos, e seu valor depende de suas dimensões e de como se deu a sua procedência, já que a morte de uma pessoa na obtenção da moeda seria um motivo para que o seu valor se tornasse maior. O quanto vale uma moeda também depende de para quem você a dá e para quê. Sua transação monetária é independente do transporte do objeto para um novo local, mas meramente pelo reconhecimento da transferência de sua propriedade. Em um dos casos, a moeda fora acidentalmente depositada no fundo do oceano, após uma tempestade, e continua a ter seu valor estabelecido.
Tais discos sólidos não estão imunes a problemas de desvalorização. Durante a década de 1870 do século XIX, um explorador irlandês denominado David O'Keefe acompanhou a população da ilha em sua obtenção de mais moedas; auxiliando na obtenção de melhores ferramentas para sua tarefa e acelerando o seu processo de fabricação, ocasionando uma abundância que reduziu o seu valor geral. A funcionalidade das pedras rai terminou em meados do século XIX, mas o povo da ilha ainda importa tais discos para suas comemorações. A maioria destes objetos, em uma quantidade que supera 5.000 itens, está exibida linearmente, em fileiras nos locais externos como o centro das vilas, perto da praia ou em clareiras nas florestas. O seu roubo não é uma preocupação local. Os yapese consideram a sua história oral no valor de cada pedra, já que não há nenhum registro escrito de qual delas pertence a quem. As famílias raramente se mudam de suas aldeias e os anciãos tribais das cerca de 150 aldeias repassam as informações de cada peça, o que significa que agem como uma lembrança do passado e ajudam a reforçar relacionamentos e transações que remontam aos tempos dos guerreiros e seus clãs. Em alguns casos tais pedras têm gravuras marcando batalhas realizadas há mais de 200 anos, no passado. São as histórias que os moradores carregam que realmente determinam qual é a mais valiosa delas, não havendo mais a necessidade de se fazer outras pedras rai, pois a ilha essencialmente contém um número permanente e poucas são movidas. Mesmo as pedras quebradas retêm sua história oral e isso lhes dá mais valor do que uma peça nova. Novas são feitas ocasionalmente, no entanto, e isto é simplesmente para garantir que as habilidades das gerações anteriores não sejam esquecidas pelas novas gerações.

## Bitcoin
Uma investigação comparativa minuciosa sobre as moedas digitais revelou semelhanças entre a criptomoeda descentralizada, Bitcoin, e a moeda rai, pois ambos permitem ter e usar o dinheiro sem possuí-lo materialmente, funcionando a partir de um registro comunitário que garante a segurança e a transparência, coletivamente e sem nenhum banco central envolvido.